# 春日井市立柏原小学校
春日井市立柏原小学校（かすがいしりつ かしはらしょうがっこう）は、愛知県春日井市柏原町にある公立小学校。

## 概要
朝宮町1-4丁目、柏原町1丁目の一部、柏原町2丁目の一部、柏原町3－5丁目、八光町5丁目の一部、八田町1丁目、八田町3丁目、瑞穂通1-5丁目、若草通5丁目の一部が学区であり、公立中学校の進学先は春日井市立柏原中学校である。

## 沿革
- 1974年（昭和49年）4月 - 春日井市立勝川小学校、春日井市立鳥居松小学校から分離し、開校。
- 1977年（昭和52年） - 体育館が完成する。
- 2002年（平成14年）4月 - 春日井市立丸田小学校を分離する。

## 交通アクセス
- かすがいシティバス西環状線「柏原町3丁目」バス停より徒歩で約5分。
- かすがいシティバス南部線「朝宮神社東」バス停より徒歩で約7分。
- JR中央本線 春日井駅下車、徒歩で約30分。

## 周辺施設
- 愛知県立春日井高等学校
- 愛知県立春日井南高等学校
- 春日井市立柏原中学校
- 春日井市立鳥居松小学校
- 春日井市立八幡小学校
- 春日井市立丸田小学校
- 中央公園
- 朝宮公園
- 春日井市役所
- 春日井警察署